# Tomba di Tự Đức
La tomba di Tự Đức (Lăng Tự Đức in vietnamita) nota ufficialmente come Mausoleo Khiêm (Khiêm Lăng) è un complesso monumentale situato nei pressi di Huế, in Vietnam, costruito per ospitare le spoglie di Tự Đức, quarto imperatore della dinastia Nguyễn tra il 1847 e il 1883. Il mausoleo si trova a circa sei chilometri a sud-ovest dell'antica Città imperiale di Huế. La tomba fa parte del complesso dei monumenti di Huế, patrimonio mondiale dell'UNESCO dal 1993.

## Storia
Tự Đức in persona disegnò il proprio mausoleo, composto da diverse decine di strutture comprese in un parco recintato di circa dodici ettari. I lavori di costruzione si svolsero tra il 1865 e il 1867, all'incirca vent'anni prima della morte dell'imperatore. Mentre era ancora in vita, il luogo servì anche come residenza di campagna dell'imperatore, il quale amava riposarvici in compagnia delle sue numerose spose e concubine.
Tự Đức vi s'installò di maniera quasi permanente una decina d'anni prima della sua morte, dopo essere scampato a una congiura di palazzo nel 1866 e in un periodo in cui il malcontento popolare cresceva per via dell'aumento delle imposte. In questo periodo l'imperatore si dilettava in battute di caccia nei boschi circostanti e navigava sui laghi e gli stagni artificiali del complesso.